# Eparchia brytyjsko-skandynawska
Eparchia brytyjsko-skandynawska – jedna z eparchii Serbskiego Kościoła Prawosławnego, obejmująca terytorium Szwecji, Danii, Norwegii, Finlandii, Islandii, Wielkiej Brytanii i Irlandii.
Eparchia została erygowana przez Sobór Biskupów Serbskiego Kościoła Prawosławnego w grudniu 1990. Jej pierwszym ordynariuszem został biskup Dosyteusz (Motika), który sprawuje swoje obowiązki do dziś. Eparchia prowadzi po jednej parafii w Finlandii, Danii, Norwegii i Islandii, siedem parafii w Wielkiej Brytanii, dwie w Irlandii oraz dziesięć etnicznie serbskich i trzy szwedzkojęzyczne w Szwecji. Na terenie tego państwa zamieszkuje 26 151 osób z ogólnej liczby 32 346 wiernych administratury.
Eparchii podlegają 2 monastery – Świętej Trójcy w Bredared i Opieki Matki Bożej w Örkelljundze.